# صلاح الدين بوقرة
صلاح الدين بوقرة، ولد في 28 مايو 1949 في القيروان، هو جامعي وسياسي تونسي.

## السيرة الذاتية

### المسار الأكاديمي
بعد انتهاء دراسته في تونس، تحصل صلاح الدين بوقرة على الأستاذية في العلوم الاقتصادية من جامعة تونس، ثم انتقل إلى فرنسا أين تحصل على شهادة الدراسات المعمقة في التصرف من جامعة باريس دوفين، ولكن أيضا على دكتوراه عليا في الاقتصاد التطبيقي ودكتوراه دولة في العلوم الاقتصادية من جامعة باريس السوربون. 

أصبح أستاذا بين 1978 و1984 في معهد الدراسات التجارية العليا بقرطاج، قبل أن يدير هذا المعهد بين 1989 و1991. كان كذلك أستاذا وباحثا في جامعة ييل الأمريكية بين 1985 و1986.

### المسار السياسي والإداري
سياسيا، كان مكلف بمهمة لدى وزير النقل والسياحة، قبل أن يصبح ملحقا برئاسة الجمهورية التونسية بين 1991 و1992، فمستشارا ثم مستشارا أولا بالرئاسة بين يونيو 1992 ومايو 1994. عين في 1 يونيو 1994 في منصب كاتب دولة لدى وزير الاقتصاد الوطني في حكومة حامد القروي وذلك حتى 25 يناير 1995، أين أصبح وزيرا للصناعة في نفس الحكومة حتى 11 أكتوبر 1997.

عند مغادرته الحكومة، عين في 1997 كرئيس مدير عام الاتحاد البنكي للتجارة والصناعة وبقي على رأسه حتى 2011، وترأس كذلك الجمعية المهنية للبنوك بين 2004 و2008.